# Mein bester Feind (Fernsehshow)
Mein bester Feind war eine deutsche Spielshow, die zum ersten Mal am 6. Dezember 2014 auf dem Privatsender ProSieben ausgestrahlt wurde. In der Show mussten die Kandidaten verschiedene Mutproben und Aufgaben bestehen und in einem Parcours gegeneinander antreten. Der Preis für den Gewinner ging dann jedoch an den besten Freund oder die beste Freundin des siegreichen Kandidaten. Moderiert wurde die Sendung von dem Duo Joko und Klaas.

## Spielkonzept
Das Grundkonzept der Sendung ist es, eine Freundschaft zwischen zwei Kandidaten auf die Probe zu stellen. Der Kandidat bekommt einen Preis, wenn sein Freund für ihn eine Aufgabe besteht. Der Freund erfährt von seiner Teilnahme an der Sendung erst unmittelbar vor seiner Aufgabe.
Die zu bestehenden Aufgaben erfordern meist Mut (z. B. Aktionen in großer Höhe, Eistauchen, Festschnallen auf einem Rennwagen) oder sind für den Kandidaten besonders unangenehm oder peinlich (z. B. ein Rap-Auftritt bei einem Kollegah-Konzert oder eine Kussszene mit einem anderen Mann in einem Film von Matthias Schweighöfer). Besteht der Freund des Kandidaten die Aufgabe erfolgreich, erhält der Kandidat als Gewinn einen Fernseher und ein kleines Nonsens-Geschenk. Von vier Kandidaten werden diese Mutproben vorab aufgezeichnet und als Einspieler in der Show gezeigt, ein weiterer Kandidat wird während oder vor der Show aus dem Publikum geholt und muss die Aufgabe direkt im Laufe der Sendung erfüllen. In der Sendung selbst haben alle fünf Kandidaten dann die Möglichkeit ihre Preise zu setzen, um ihren Freund in einem Parcours, in dem u. a. Konzentration, Geschicklichkeit, Schnelligkeit und das Stechen einer Tätowierung gefordert werden, gegen die Freunde der anderen Kandidaten antreten zu lassen. Derjenige, der den Parcours am schnellsten absolviert, ermöglicht seinem Freund den Gewinn eines Autos. In den ersten vier Episoden war dies ein Porsche 911 (Baujahr 1983), in der 5. Episode ein Mercedes SL 450 (Baujahr 1977).
Mein bester Feind ist ursprünglich eine Rubrik aus der Fernsehsendung Circus HalliGalli, die das Konzept der neoParadise-Rubrik Wünsche, die du niemals hattest aufgreift. Bei Circus-Halligalli eingeführt wurde sie in der dritten Ausgabe vom 11. März 2013 und war in der Folge ein regelmäßiger Teil der Sendung, zu gewinnen gab es jeweils ebenfalls einen Fernseher. Aufgaben für die Kandidaten waren dabei u. a. ein Hubschrauber-Bungeesprung (Folge 3), eine Tätowierung (Ausgabe 6), ein Gesangsauftritt beim Rock’n’Heim-Festival vor 40.000 Zuschauern (Ausgabe 15), eine Flitzer-Einlage bei Apassionata (Ausgabe 33) oder die Moderation einer Circus HalliGalli-Ausgabe (Ausgabe 39/40).

## Ausstrahlungen und Einschaltquoten
| Ausgabe   | Datum             | Zuschauer | Zuschauer       | Marktanteil | Marktanteil     |
| Ausgabe   | Datum             | Gesamt    | 14 bis 49 Jahre | Gesamt      | 14 bis 49 Jahre |
| --------- | ----------------- | --------- | --------------- | ----------- | --------------- |
| Ausgabe 1 | 6. Dezember 2014  | 1,40 Mio. | 1,01 Mio.       | 5,4 %       | 10,7 %          |
| Ausgabe 2 | 3. Januar 2015    | 2,00 Mio. | 1,41 Mio.       | 6,5 %       | 13,0 %          |
| Ausgabe 3 | 11. Juli 2015     | 1,26 Mio. | 0,91 Mio.       | 6,3 %       | 14,6 %          |
| Ausgabe 4 | 5. September 2015 | 1,25 Mio. | 0,99 Mio.       | 4,9 %       | 11,7 %          |
| Ausgabe 5 | 9. Januar 2016    | 1,70 Mio. | 1,37 Mio.       | 5,6 %       | 13,0 %          |
| Ausgabe 6 | 27. Februar 2016  | 1,32 Mio. | 0,99 Mio.       | 4,7 %       | 10,3 %          |

ProSieben-Sprecher Christoph Körfer teilte im Frühjahr 2017 mit, dass für dieses Jahr aktuell keine neuen Ausgaben geplant seien.

## Rezeption
Andrea Zschocher von stern.de urteilt über die Sendung: "Es gehört zum Konzept einer guten Samstagabendshow, dass Spannung, Spaß und Spiel vereint werden. Dieses Rezept haben Joko und Klaas für „Mein bester Feind“ beherzigt."
„Mein bester Feind [ist] mit ihrem andauernden Abklatschen, dem Konkurrenzquatsch, der Breitbeinigkeit und der Freude an Körperflüssigkeiten eindeutig eine Sendung von großen Jungs für kleine Jungs.“ kritisiert Arno Frank von stern.de.
„Jackass light meets Verstehen Sie Spaß?, Schadenfreude trifft auf Freundschaft. Die Grenze ist fließend, diesem Spannungsverhältnis trotzt die Show Momente ab, wie man sie im Fernsehen nicht mehr oft erlebt.“ findet Antje Hildebrandt von welt.de. Auch Jan Zier von stern.de vergleicht die Show mit einer anderen erfolgreichen Fernsehsendung: „Mein bester Feind, das ist ein bisschen wie Schlag den Raab, nur eben noch abgedrehter, absurder, abstruser.“
Manuel Nunez Sanchez von Quotenmeter.de fällt ein positives Fazit: „Insgesamt ist der Auftakt von Mein bester Feind geglückt und überzeugt prinzipiell auf fast allen Ebenen, die eine gute Show im 21. Jahrhundert ausmacht.“ Er kritisiert jedoch die lange Sendezeit von vier Stunden: „Letztlich verabschiedet sich das Publikum letztlich eher erschöpft denn begeistert, eher erleichtert denn nach weiterem Stoff gierend von vier Stunden Joko-und-Klaas-Bombast.“
Die in der fünften Episode ins Leben gerufene singende Kunstfigur Ulmo Ocin erreichte mit dem Song Mandalo in der Folge die deutschen Singlecharts. Das zugehörige Video auf YouTube wurde mehr als 2,6 Millionen Mal aufgerufen (Stand 6. April 2020).

## Auszeichnungen und Nominierungen
- Rose d’Or
  - 2015: Nominierung in der Kategorie Entertainment
- Bambi
  - 2015: Nominierung in der Kategorie Unterhaltungsshow (Publikumspreis)
- Eyes & Ears Award:
  - 2015: 1. Preis in der Kategorie Bestes sendungsbezogenes Designpaket für Studio Bode[14]
  - 2015: 2. Preis in der Kategorie Beste(s) Studiogestaltung/Set-Design/Szenenbild für Studio Bode[14]